# Pizzas d'Anarosa
Pizzas d'Anarosa är en bergstopp i Schweiz.   Den ligger i regionen Viamala och kantonen Graubünden, i den östra delen av landet, 150 km öster om huvudstaden Bern. Toppen på Pizzas d'Anarosa är 3 002 meter över havet, eller 369 meter över den omgivande terrängen. Bredden vid basen är 2,2 km.
Terrängen runt Pizzas d'Anarosa är huvudsakligen bergig, men den allra närmaste omgivningen är kuperad. Närmaste större samhälle är Thusis, 14,4 km nordost om Pizzas d'Anarosa. 
Trakten runt Pizzas d'Anarosa består i huvudsak av gräsmarker. Runt Pizzas d'Anarosa är det mycket glesbefolkat, med 6 invånare per kvadratkilometer.